# Salas

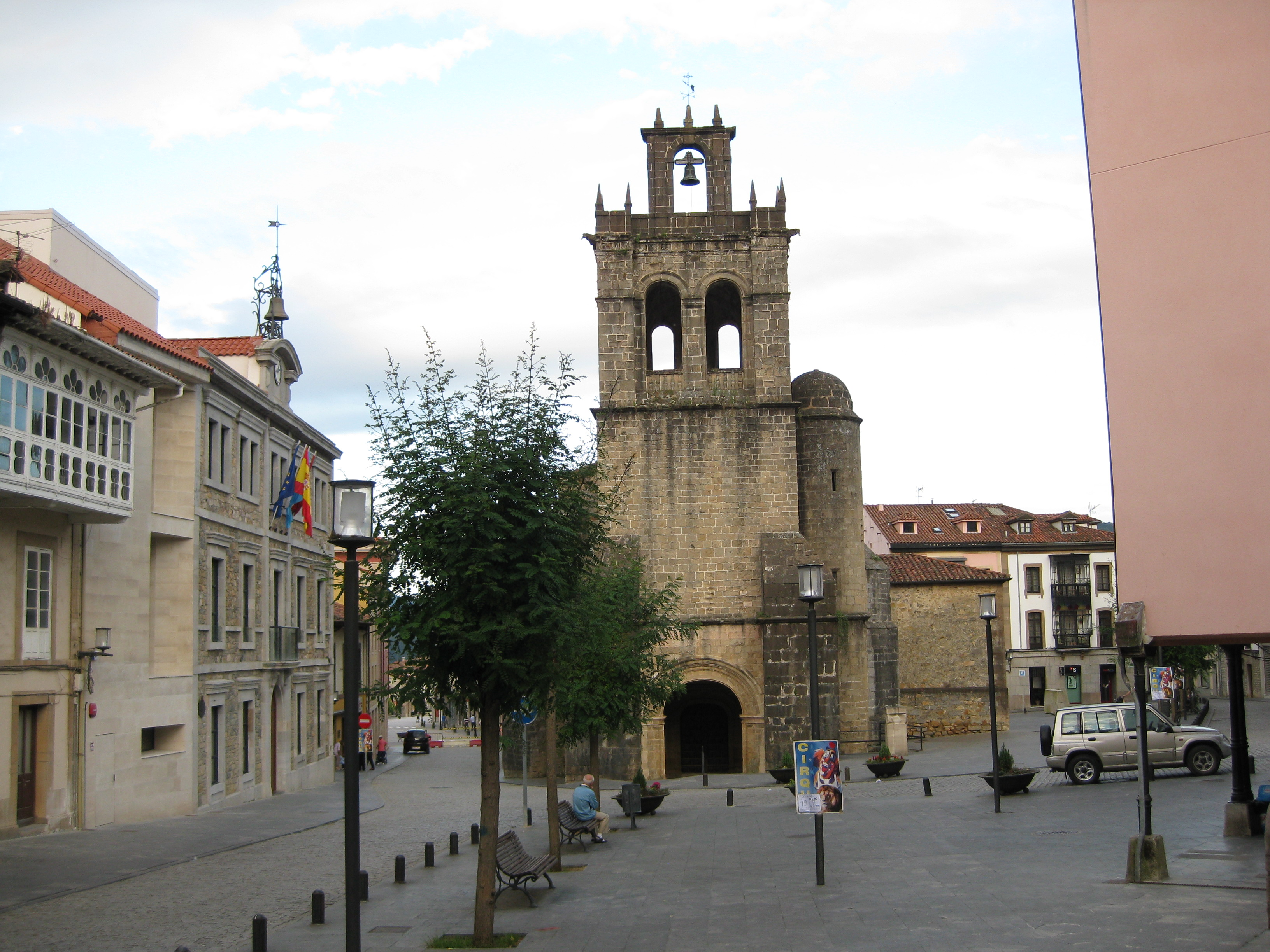
Kerk van Salas

Salas is een gemeente in de Spaanse provincie en regio Asturië met een oppervlakte van 227,11 km². Salas telt 5.260 inwoners (1 januari 2016).

## Demografische ontwikkeling
Bron: INE, 1857-2011: volkstellingen